# 沃夫切 (利維夫州)
49°12′40″N 22°54′34″E / 49.21111°N 22.90944°E
沃夫切（烏克蘭語：Вовче），是烏克蘭西部的村落，隸屬利沃夫州桑比爾區圖爾卡市鎮，距離圖爾卡14公里，面積3.7平方公里，海拔高度564米，2001年人口1,813。